# Миренський град

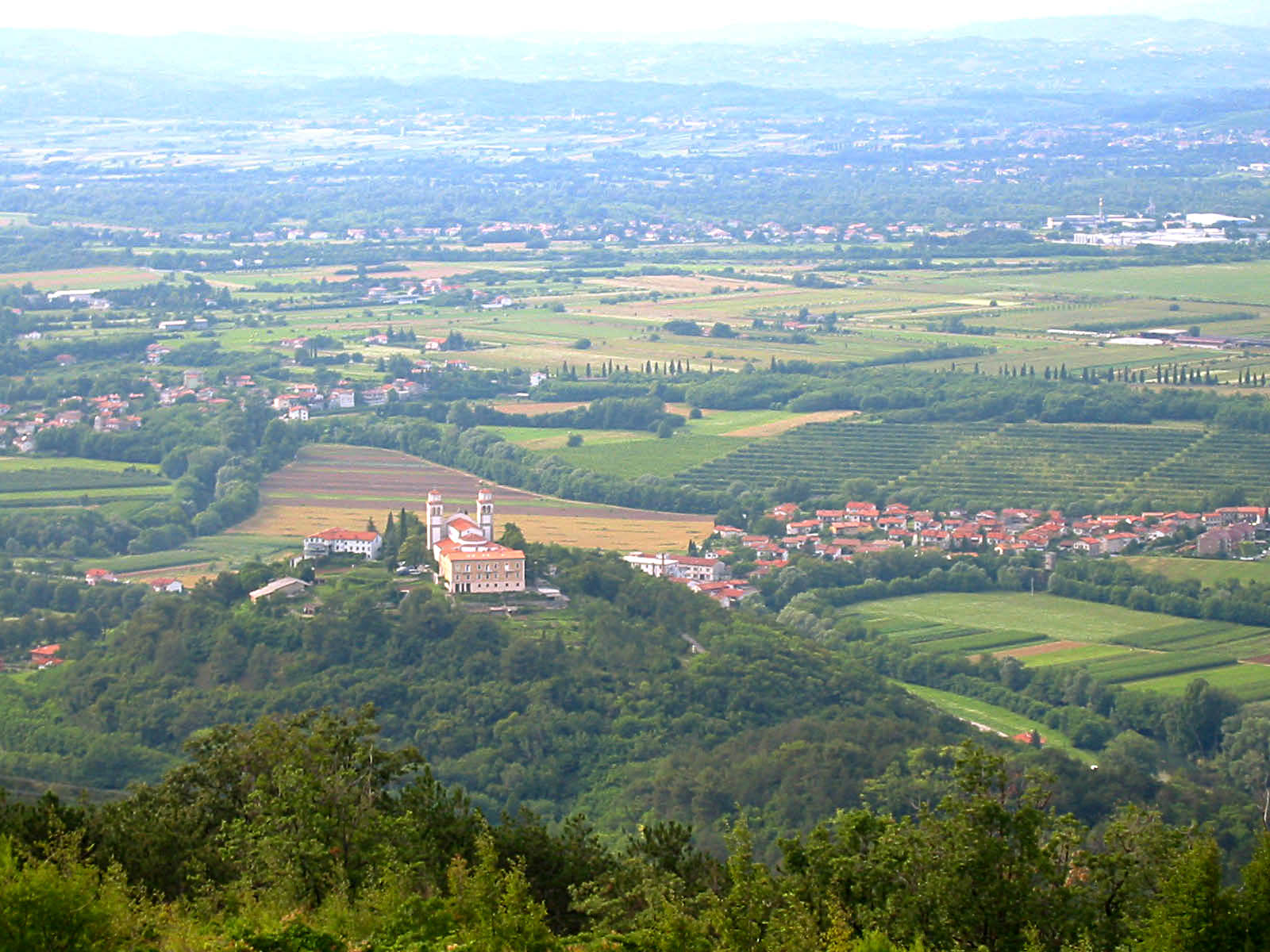
Миренський замок

Миренський град (словен. Mirenski grad, також відомий як Grad та Naša Gospa pod Krasom 'Наша дама під карстом'; італ. Grado di Merna або Castello di Merna) — висота над поселенням Мирен біля Нової Гориці, на південному заході Словенії. Його назва відображає той факт, що пагорб колись займав замок; в даний час тут домінує скупчення церковних будівель.

## Будівля
Витоки граду Мірен — це історія, яка славиться серед мешканців міста Мирен. Давним-давно тут жив благородний і славний король, відомий як Мирен. Він мав добре серце та побудував селище Мирен, яке служило домом для селян, які боролись з бідністю. Тепер він вважається стародавнім героєм.

## Церква Божої Матері
Протягом століть цілий ряд церков було побудовано на цьому місці. Першою з них була церква Богоматері, побудована в 1488 році, перебудована в 1753 році і зруйнована 30 травня 1914 року. Між 1700 та 1756 роками, град був населений пустельниками. На вершині пагорбу нині домінує чернеча церква, присвячена Божої Матері (словен. cerkev Žalostne Matere božje). Вона була побудована в 1886 році і повністю знищена, а потім відбудована під час і після кожної світової війни. У 1958 році інтер'єр церквиприкрашали фрески Тоне Краля. Вхідні ворота мають напис Ite in domum Matris Vestræ 'Ідіть у будинок вашої матері'. Він як і раніше є місцем паломництва.

## Інше
Шлях до Миренського граду є хресною дорогую, розробленою архітектором Іваном Вурником в 1931 році. На останній зупинці стоїть архітектурно унікальна каплиця святих сходів, словен. svete stopnice), підлога якої складається з 28 ступінчастих платформ. Вона отримала благословення у 1757 році архієпископа Горіції Карл Майкла фон Аттемса.